# Abdullah Ali Sultan
Abdullah Ali Sultan (en árabe: عبدالله سلطان‎; Sarja, Emiratos Árabes Unidos; 1 de octubre de 1963) es un exfutbolista de los Emiratos Árabes Unidos que jugaba en la posición de centrocampista.

## Carrera

### Club
Jugó toda su carrera con el Al-Khaleej Club de 1985 a 1995, con el que ganó dos títulos.

### Selección nacional
Jugó para Emiratos Árabes Unidos en 11 ocasiones de 1984 a 1990 y anotó un gol, el cual fue en la fase de grupos de la Copa Asiática 1988 ante Japón. También participó en la Copa Asiática 1984, Copa de Naciones del Golfo de 1988 y en dos partidos de la Copa Mundial de Fútbol de 1990.

## Palmarés
- División 1 de EAU: 1

1993/94
- Copa Federación de EAU: 1

1993/94